# Facundo Erpen
Facundo Adrián Erpen Bariffo (ur. 19 maja 1983 w Gualeguaychú) – argentyński piłkarz występujący na pozycji środkowego obrońcy.
Jego brat Horacio Erpen również był piłkarzem.

## Kariera klubowa
Erpen pochodzi z miasta Gualeguaychú i jest wychowankiem tamtejszego klubu Juventud Unida, skąd jako piętnastolatek przeniósł się do akademii juniorskiej krajowego giganta – zespołu Club Atlético Boca Juniors z siedzibą w stołecznym Buenos Aires. Tam spędził dwa sezony, jednak nie potrafił się przebić do pierwszej drużyny, wobec czego odszedł do niżej notowanego Talleres de Córdoba. Do seniorskiej ekipy został włączony jako dziewiętnastolatek i w argentyńskiej Primera División zadebiutował 26 października 2002 w wygranym 2:1 spotkaniu z Nueva Chicago. Początkowo pozostawał głębokim rezerwowym Talleres, a pewne miejsce w wyjściowym składzie wywalczył sobie dopiero po upływie półtora roku, wiosną 2004. Wtedy także strzelił pierwszą bramkę w najwyższej klasie rozgrywkowej, 22 lutego 2004 w wygranej 4:1 konfrontacji z Olimpo. Mimo regularnych występów, po sezonie 2003/2004 spadł ze swoją ekipą do drugiej ligi argentyńskiej, gdzie spędził kolejny rok bez większych sukcesów.
Latem 2005 Erpen przeniósł się do amerykańskiego klubu D.C. United ze stołecznego Waszyngtonu. W tamtejszej Major League Soccer zadebiutował 28 sierpnia 2005 w przegranym 1:2 meczu z New England Revolution, natomiast premierowego gola w nowym zespole strzelił 11 września tego samego roku w wygranym 2:1 ligowym pojedynku z FC Dallas. W sezonie 2006 zdobył z prowadzoną przez polskiego trenera Piotra Nowaka drużyną United trofeum MLS Supporters' Shield i sukces ten powtórzył również rok później, podczas rozgrywek 2007. Jego dobra forma zaowocowała również w sierpniu 2006 powołaniem na mecz gwiazd ligi z Chelsea w miejsce kontuzjowanego Eddiego Pope'a. W czerwcu 2007 został zawodnikiem drużyny Colorado Rapids – w ramach rozliczenia między klubami w odwrotną stronę powędrował natomiast Greg Vanney. Barwy tej ekipy reprezentował z kolei przez półtora roku, nie odnosząc żadnych osiągnięć.
W kwietniu 2009 Erpen podpisał umowę z zespołem Miami FC, występującym w rozgrywkach drugoligowych – USL First Division, gdzie jednak spędził zaledwie trzy miesiące, po czym na zasadzie wolnego transferu powrócił do ojczyzny, zostając graczem drugoligowego Instituto de Córdoba. Tam, mając niepodważalne miejsce w wyjściowym składzie, występował przez dwa i pół roku, lecz nie zdołał zanotować awansu do najwyższej klasy rozgrywkowej. Bezpośrednio po tym przeszedł do meksykańskiej drużyny Club Atlas z siedzibą w mieście Guadalajara. W meksykańskiej Primera División zadebiutował 8 stycznia 2012 w zremisowanej 0:0 konfrontacji z Pueblą i od razu został podstawowym piłkarzem zespołu, tworząc duet stoperów wraz ze swoim rodakiem Leandro Cufré. Premierowego gola w lidze meksykańskiej strzelił 20 października 2012 w przegranym 2:3 spotkaniu z San Luis, natomiast w jesiennym sezonie Apertura 2013 dotarł ze swoją ekipą do finału krajowego pucharu – Copa MX. Ogółem w Atlasie występował przez trzy lata, będąc kluczowym punktem defensywy.
Wiosną 2015 Erpen na zasadzie półrocznego wypożyczenia przeniósł się do klubu Puebla FC, z którym w wiosennym sezonie Clausura 2015 jako podstawowy zawodnik zdobył puchar Meksyku – Copa MX. Bezpośrednio po tym udał się na wypożyczenie po raz kolejny, tym razem do ekipy Monarcas Morelia.

## Statystyki kariery
| Talleres          | 2002–2003         | Argentyna         | Primera División   | 1   | 0  | —  | —   | —   | — | —   | 1   | 0  |
| Talleres          | 2003–2004         | Argentyna         | Primera División   | 19  | 2  | —  | —   | —   | — | —   | 19  | 2  |
| Talleres          | 2004–2005         | Argentyna         | Primera B Nacional | 33  | 2  | —  | —   | —   | — | —   | 33  | 2  |
| D.C. United       | 2005              | Stany Zjednoczone | MLS                | 8   | 1  | 1  | 0   | —   | — | —   | 9   | 1  |
| D.C. United       | 2006              | Stany Zjednoczone | MLS                | 30  | 3  | 3  | 0   | —   | — | —   | 33  | 3  |
| D.C. United       | 2007              | Stany Zjednoczone | MLS                | 11  | 0  | —  | —   | LMC | 4 | 1   | 15  | 1  |
| Colorado Rapids   | 2007              | Stany Zjednoczone | MLS                | 15  | 1  | 1  | 0   | —   | — | —   | 16  | 1  |
| Colorado Rapids   | 2008              | Stany Zjednoczone | MLS                | 23  | 1  | —  | —   | —   | — | —   | 23  | 1  |
| Miami FC          | 2009              | Stany Zjednoczone | USL First Division | 5   | 0  | —  | —   | —   | — | —   | 5   | 0  |
| Instituto         | 2009–2010         | Argentyna         | Primera B Nacional | 32  | 0  | —  | —   | —   | — | —   | 32  | 0  |
| Instituto         | 2010–2011         | Argentyna         | Primera B Nacional | 33  | 0  | —  | —   | —   | — | —   | 33  | 0  |
| Instituto         | 2011–2012         | Argentyna         | Primera B Nacional | 17  | 2  | —  | —   | —   | — | —   | 17  | 2  |
| Atlas             | 2011–2012         | Meksyk            | Liga MX            | 16  | 0  | —  | —   | —   | — | —   | 16  | 0  |
| Atlas             | 2012–2013         | Meksyk            | Liga MX            | 35  | 1  | 2  | 0   | —   | — | —   | 37  | 1  |
| Atlas             | 2013–2014         | Meksyk            | Liga MX            | 27  | 1  | 4  | 0   | —   | — | —   | 31  | 1  |
| Atlas             | 2014–2015         | Meksyk            | Liga MX            | 17  | 0  | 1  | 0   | —   | — | —   | 18  | 0  |
| Puebla            | 2014–2015         | Meksyk            | Liga MX            | 17  | 2  | 2  | 1   | —   | — | —   | 19  | 3  |
| Morelia           | 2015–2016         | Meksyk            | Liga MX            | 35  | 3  | 1  | 0   | —   | — | —   | 36  | 3  |
| Morelia           | 2016–2017         | Meksyk            | Liga MX            | 0   | 0  | —  | —   | —   | — | —   | 0   | 0  |
| Ogółem            |                   |                   |                    |     |    |    |     |     |   |     |     |    |
| Argentyna         | Argentyna         | Argentyna         | 135                | 6   | —  | —  | —   | —   | — | 135 | 6   |    |
| Stany Zjednoczone | Stany Zjednoczone | Stany Zjednoczone | 92                 | 6   | 5  | 0  | LMC | 4   | 1 | 101 | 7   |    |
| Meksyk            | Meksyk            | Meksyk            | 147                | 7   | 10 | 1  | —   | —   | — | 157 | 8   |    |
| Ogółem            | Ogółem            | Ogółem            | Ogółem             | 374 | 19 | 15 | 1   | LMC | 4 | 1   | 393 | 21 |

- LMC – Liga Mistrzów CONCACAF